# Апастла-де-Кастрехон
Апастла-де-Кастрехон (исп. Apaxtla de Castrejón) — город и административный центр муниципалитета Апастла в мексиканском штате Герреро. Численность населения, по данным переписи 2010 года, составила 7 037 человек.

## Общие сведения
Название Apaxtla с языка науатль можно перевести как: место в виде большой чаши, а присоединённое в 1960 году Castrejón — дано в честь генерала Адриана Кастрехона(es), родившегося в этом городе.
Первое упоминание о строительстве относится к началу XV века, когда здесь обосновались монахи, неподалёку от поселения туземцев. В XVI веке была возведена церковь Богоматери Канделярии.